# McGregor Range
McGregor Range – pasmo górskie w Górach Admiralicji w Ziemi Wiktorii w Antarktydzie Wschodniej.

## Nazwa
Nazwany przez Advisory Committee on Antarctic Names (tłum. „Komitet doradczy ds. nazewnictwa Antarktyki”) na cześć Ronalda K. McGregora, odpowiedzialnego za wsparcie podczas zimowania w 1962 roku w stacji antarktycznej McMurdo .

## Geografia
McGregor Range to pasmo górskie w Górach Admiralicji w Ziemi Wiktorii w Antarktydzie Wschodniej . Rozciąga się na przestrzeni ok. 21 km wśród lodowców Tucker Glacier, Leander Glacier, Fitch Glacier i Man-o-War Glacier .

## Historia
Pasmo zostało częściowo zmapowane przez antarktyczną ekspedycję New Zealand Geological Survey (1957–1958), a następnie całkowicie zmapowane przez United States Geological Survey (USGS) na podstawie badań terenowych i zdjęć lotniczych w latach 1960–1963 .